# كلور (باركشير)
كلور (بالإنجليزية: Clewer)‏ هي قرية تقع في المملكة المتحدة في إنجلترا.